# Charles F. Johnson
Charles Fletcher Johnson, född 14 februari 1859 i Winslow, Maine, död 15 februari 1930 i St. Petersburg, Florida, var en amerikansk demokratisk politiker och jurist. Han representerade delstaten Maine i USA:s senat 1911–1917.
Johnson utexaminerades 1879 från Bowdoin College. Han studerade juridik och inledde 1886 sin karriär som advokat i Waterville. Han var 1893 borgmästare i Waterville.
Johnson efterträdde 1911 Eugene Hale som senator för Maine. Han ställde upp för omval i senatsvalet 1916 men besegrades av Eugene Hales son Frederick Hale. Johnson tillträdde 1917 som domare i en federal domstol.
Frimuraren Johnson är begravd på Pine Grove Cemetery i Waterville.